# Positive Black Soul
Pour les articles homonymes, voir PBS.

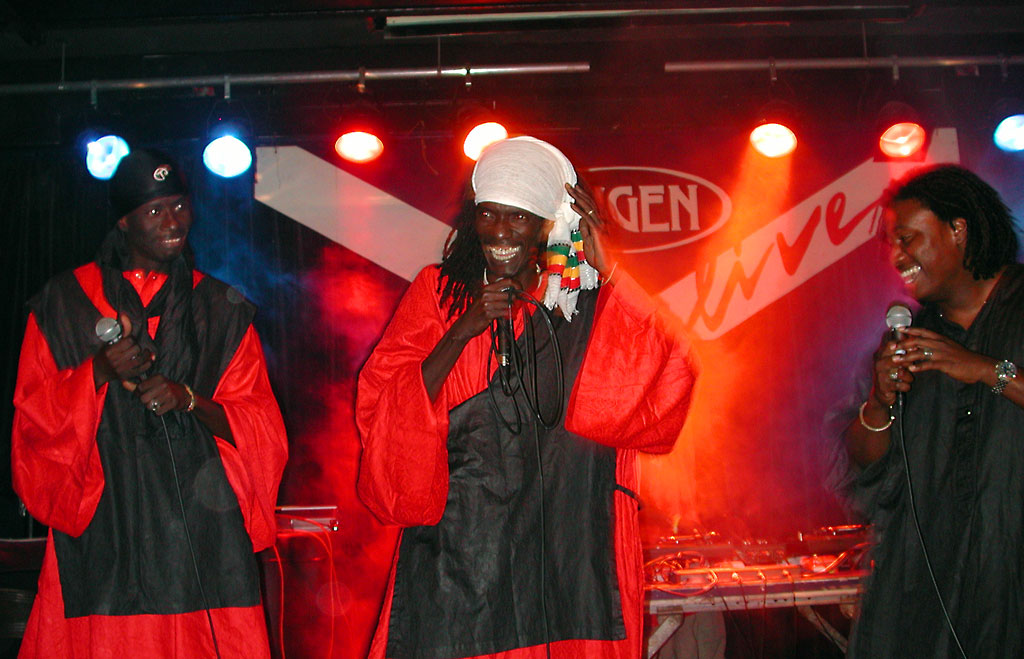
En concert à Vienne (Autriche) en 2003

Positive Black Soul est un groupe de rap sénégalais des années 1990. Didier Awadi et Doug E Tee sont deux anciens rivaux venus de deux groupes de rap différents (Doug E Tee du King Mc et Awadi du Syndicate) qui se toisaient depuis des années dans divers milieux musicaux de Dakar.

## Les origines
Didier Awadi a commencé comme DJ, danseur et animateur au moment où le breakdance et le smurf en étaient à leur balbutiements, dans les années 1984.
C'est en 1989 qu'Awadi et Doug E Tee se rencontrent au cours d'une soirée dans la discothèque le Sahel où chacun avec son groupe devait faire une représentation. Après une riche soirée, les deux groupes se rencontrent dans le même bus et décident de se rencontrer par la suite. Les prochains rendez-vous seront très fructueux et les deux futurs acolytes très soucieux de véhiculer une bonne image de l'Afrique décideront de former leur propre groupe : le Positive Black Soul (PBS).

## L'émergence de la nouvelle génération rap sénégalaise
Awadi et Doug E Tee, très conscients des sujets d'actualité, refusent de céder à la tentation du gangsta rap (qui n'est, il faut le rappeler, qu'une branche du hip hop, née sur la côte Ouest des États-Unis, plus particulièrement dans les environs de Los Angeles). Pour se constituer un public, les deux acolytes choisissent de se représenter dans des collèges de Dakar, preuve qu'ils n'étaient pas obnubilés par le show-business.
Au plan idéologique, le PBS refuse tout afropessimisme qui ferait du "Black Soul" un être damné pour l'éternité. Au moment où les chroniqueurs occidentaux présentent le continent africain comme l'abcès contenant le SIDA, les famines, la misère, les guerres tribales, etc. Les deux acolytes se montrent déterminés à présenter l'autre face de l'Afrique. Cette face n'est pas une fiction, mais bien ce que tout Africain vit chaque jour et qui est occulté, car trop loin de l'image que se font les médias de l'Occident. Ainsi on ne verra point un étalage de diamants, de voitures hi-tech, de villas luxueuses et des femmes sexy et nues dans les clips. Le message du PBS n'est pas la fiction du gangsta rap et la parole se veut plus consciente, plus réaliste, plus politique… Se proclamant très africanistes, les deux rappeurs soulignent néanmoins que l'identité chez eux ne rime pas avec exclusion de l'autre. Être africaniste, c'est s'ouvrir à une civilisation, une culture, une histoire, un peuple, une diaspora… dont le Sénégal n'est qu'une modeste partie. Ce n'est surtout pas l'idée d'un regroupement sectaire ou d'un communautarisme aveugle.

Très cultivé, le PBS véhicule son optimisme en se référant à des philosophes comme Kocc Barma Fall (philosophe traditionnel sénégalais), Amadou Hampâté Bâ ou encore à l'homme politique et africaniste convaincu Kwame Nkrumah. C'est ainsi que les proverbes africains fusent dans les textes où le rythme est explicitement tourné vers le rap traditionnel sénégalais, le Taassou (pratiqué par les femmes) ou encore le Taxourane.

Dans leur album Salaam (1995), les rappeurs dénoncent les régimes politiques africains autoritaires soutenus par l'Occident mais encore ils tirent les enseignements de Cheikh Anta Diop sur un État fédéral africain possédant un seul chef d'État :
Salaam/
Je suis Amadou alias Doug E Tee/
Le Président d'Afrique/(…)
Car ce fut d'une banalité/(…)
Que je me suis retrouvé élu par la grande majorité/
Normal/
Car pour ma campagne électorale/
Je fis appel à des experts en méthode endoctrinale/(…)
Les divergences éliminées et les consciences/
Illuminées/(…)
Nous entrons dans le vif du sujet/
Les 10 % ne collaborant avec moi le Président/
sont blancs/
Dans la conspiration malheureusement/
(…)/
Salaam/
Le pouvoir est au peuple/
Une vraie démocratie/
(…)/
Moi je suis le Maître/
No joke je stoppe l'Europe/
Drop at top l'Amérique/
On va aller coloniser le Japon/
Sur l'Afrique mon Afrique/
Enseigner l'histoire africaine/
A la population noire et africaine/
La pression caucasienne n'ayant plus d'impact/
Car nous tenons les rennes/
Les deux acolytes sont très complémentaires, Doug E Tee à la voix posée de chanteur R&B épousant très bien le rythme effréné du rap déterminé et sans complaisance de Didier Awadi.

## Une riche carrière musicale
C'est en 1992 que le PBS sort son premier EP, « Boul Falé » (« T'occupe pas » ou « Ne calcule pas ») après avoir pris l'habitude des scènes et s'être constitué un bastion dans le public de Dakar. Déjà en 1990, Awadi et Doug E Tee avaient débuté comme animateurs d'émissions à succès sur Dakar FM et à la télévision. En 1992, une compilation sur le rap sénégalais éditée par le Centre culturel français de Dakar et la Revue noire contient un morceau du PBS, « Bagn Bagn Beug ». Le groupe séduit le public et très vite le succès dépasse les frontières. Les deux rappeurs vont chanter avec MC Solaar qui ne cessera plus de les épauler et sont très étroitement suivis par des chaînes comme RFI, Africa no 1, la Gazelle, la RT ivoirienne…
En 1993, le PBS commence à se produire à l'extérieur du Sénégal et la scène française découvre ce groupe original tant par le rythme uniforme, le message optimiste, le style consciencieux que par les textes philosophiques. IAM ou encore Sens Unik découvrent et adoptent le groupe de rap sénégalais.
En 1994, Awadi et Doug E Tee entament une grosse tournée à Zurich, Berne, Fribourg, Lausanne, Bourges… Des maisons de disques célèbres comme EMI, POLYGRAM, VIRGIN, DELABEL, ISLAND les sollicitent.
En 1995, le PBS sort un nouvel EP : « Boul Falé Bou Bess » qui confirme l'implantation du groupe dans le paysage hip-hop sénégalais.

## Des philosophes « sociaux»
L'originalité du PBS est qu'il s'agit d'un groupe de rap pacifiste et très cultivé qui reprend des traits de la culture traditionnelle (instruments de musique, danse, rythme, habillement…) en les mêlant à des sujets d'actualité.
Le PBS chante très souvent en wolof (parlé par 80 % de Sénégalais), en français (dans Salaam, album sorti en 1995 le groupe cible la francophonie comme langue véhiculaire appréciable), en anglais, en toucouleur. Cela ne serait sûrement pas possible si les membres du groupe n'étaient pas si bien cultivés et ouverts d'esprit.
Avec Salaam en 1995 (1er album) et l'EP Daw Thiow en 1996, le PBS est au faîte de sa gloire, plébiscité par le public et la presse sénégalaise, mais aussi par les scènes de France et d'ailleurs.
Le Boul Falé, titre de leur premier EP a très tôt été récupéré par la jeunesse sénégalaise au moment où l'État a failli dans sa mission. Dans les années 1990 au moment où le PBS commence à se faire connaître du public, le Sénégal comme d'autres pays du Tiers-Monde est soumis à des politiques d'ajustement structurel qui ont imposé la réduction drastique de l'effectif des fonctionnaires du secteur public, une privatisation ou suppression de certains services et établissements publics…
Le PBS n'a cessé d'appeler à l'optimiste qui exige de se prendre en main : si l'État échoue, il ne faut pas l'attendre, car le statu quo est le pire des ennemis de l'homme d'action. L'attitude "Boul Falé" commence à modeler une bonne frange de la jeunesse sénégalaise : dans la rue, les jeunes s'organisent en associations et s'adonnent à des travaux de voirie comme avec l'organisation des Set Sétal (nettoyage de la rue). L'attitude boul falé est aussi une attitude critique envers la hiérarchie sociale (l'âge, la naissance…). Le succès du PBS ne fut pas seulement un succès commercial, mais aussi un succès et surtout une mode et une philosophie d'action dans un environnement de crise et de déstructuration (et de restructuration car le Boul Falé est avant tout un mouvement pacifique).
Le PBS a forgé une conscience beaucoup plus profondément que ce que l'analyse courante suggère.
En 1995, le lutteur Mohamed Ndao dit Tyson a commencé à connaître une ascension fulgurante dans la lutte sénégalaise (sport national et traditionnel du Sénégal). Son slogan fut le Boul Falé, attitude encore consciencieuse et inédite dans la lutte traditionnelle sénégalaise. Le lutteur refuse de reproduire les traditionnelles incantations mystiques et autres ablutions magiques qui jalonnent le parcours du lutteur avant que ce dernier ne fasse face à son adversaire. Cette attitude remporte la sympathie de la jeunesse et plus encore d'une part importante de femmes et d'adultes (les études ne l'ont pas montré, mais cette attitude semble avoir aussi remporté de la sympathie dans le milieu urbain). Dans la lutte traditionnelle, l'attitude Boul Falé préfère le pragmatisme au mysticisme et la ponctualité à la nonchalance des préparations mystiques. Le lutteur Tyson se drapera même du drapeau américain en plus de porter le surnom du boxeur afin de bien signifier la rupture générationnelle.
Bien que cette nouvelle attitude Boul Falé ne soit totalement fidèle à l'idée du crédo du PBS, la reprise du slogan est déjà symbolique de la volonté de perpétuer l'esprit de "débrouille" chanté par les rappeurs dakarois.

## Old School, le PBS?
Le PBS a cohabité très tôt avec d'autres groupes à succès comme Daara J ou Pee Froiss… Ces deux groupes ont aussi dominé le hip-hop sénégalais chacun à sa manière.
Dans la seconde moitié des années 1990, une explosion de groupes de rap a profondément modifié le paysage du rap. Des groupes version west-coast ont fait leur apparition comme Rap Adio, BMG 44, Da Brains…
On peut noter aussi un rap plus soft dans la pure tradition R&B (et sans préjugé moins engagés) avec Sunu Flavor, Jant-Bi…
D'autres groupes très innovants ont aussi marqué : Bidew bou Bess (utilisant le tam-tam), le Bamba J Fall au rap mélangé de reggae, et à partir des années 2000 des phénomènes inédits comme Pacotille (produit le plus abouti du "Boul Falé" qui s'habille de fringues à prix extraordinairement bas et dénonce des tabous sociaux d'une manière très crue), Fou Malade (à la voix chevrotante et nasillarde très marquante)… ont profondément changé la scène hip-hop.
Le PBS semble être en somnolence même si Didier Awadi poursuit une carrière solo et produit des émissions à la télé et à la radio. Cependant des rumeurs justifient la torpeur du groupe par le fait que Doug E Tee s'adonne au haschisch et ne peut plus s'occuper convenablement de sa carrière. Malgré les démentis de l'intéressé, le groupe ne parvient pas à retrouver son lustre d'antan bien que son image soit devenue une icône du rap philosophique sénégalais.
En 2000, le groupe a sorti l'EP Révolution dans un contexte de mobilisation politique sans précédent au Sénégal lors d'une élection présidentielle. L'album est apparu très engagé malgré la présence plus accentuée d'Awadi et celle du danseur du groupe Souley. La même année, l'album Run Cool permet au PBS de renouer avec la scène médiatique.
Il sera suivi en 2002 par l'album "New York / Paris / Dakar", dernière collaboration en date du duo.

## Discographie
- Boul Falé (1994)
- Salaam (1995)
- Daw Thiow (1996)
- New York-Paris-Dakar (1997)
- Wakh Feign (1998)
- Revolution (2000)
- Run Cool (2001)